# Patrimoni dell'umanità della Francia

Localizzazione dei patrimoni dell'umanità della Francia continentale (2024)

I patrimoni dell'umanità della Francia sono i siti dichiarati dall'UNESCO come patrimonio dell'umanità in Francia, la quale è divenuta parte contraente della Convenzione sul patrimonio dell'umanità il 27 giugno 1975.
Al 2025 i siti iscritti nella Lista dei patrimoni dell'umanità sono cinquantaquattro, mentre trentadue sono le candidature per nuove iscrizioni. I primi cinque siti francesi sono stati iscritti nella lista nel 1979, durante la terza sessione del comitato del patrimonio mondiale. Gli altri siti furono aggiunti nel 1981 (cinque), 1982, 1983 (tre), 1985, 1988, 1991 (due), 1992, 1995, 1996, 1997 (due), 1998 (due), 1999, 2000, 2001, 2005 (due), 2007, 2008 (due), 2010 (due), 2011 (due), 2012, 2014, 2015 (due), 2016, 2017, 2018, 2019, 2021 (quattro), 2023 (tre), 2024 e 2025. Quarantacinque siti sono considerati culturali, secondo i criteri di selezione, sette naturali e due misti; sette sono parte di siti transnazionali. Quattro siti si trovano in territori d'oltremare francesi: due in Polinesia francese, uno in Nuova Caledonia e uno nelle Terre australi e antartiche francesi.

## Siti del Patrimonio mondiale
| Foto | Sito | Luogo | Regione | Tipo                               | Anno      | Descrizione |
| ---- | --- | --- | --- | ---------------------------------- | --------- | --- |
|      | Mont Saint-Michel e la sua baia                                                                            | Arrondissement di Avranches, Arrondissement di Saint-Malo | Bretagna, Normandia | Culturale (80; i, iii, vi)         | 1979      | Arroccato su un isolotto roccioso in mezzo a vasti banchi di sabbia esposti a potenti maree tra Normandia e Bretagna, si trovano la 'Meraviglia dell'Ovest', un'abbazia benedettina in stile gotico dedicata all'arcangelo San Michele, e il villaggio cresciuto all'ombra delle sue grandi mura. Costruita tra l'XI e il XVI secolo, l'abbazia è un tour de force tecnico e artistico, avendo dovuto adattarsi alle problematiche poste da questo sito naturale unico. |
|      | Cattedrale di Chartres                                                                                     | Chartres | Centro-Valle della Loira | Culturale (81; i, ii, iv)          | 1979      | Costruita in parte a partire dal 1145 e poi ricostruita nell'arco di 26 anni dopo l'incendio del 1194, la cattedrale di Chartres segna il culmine dell'arte gotica francese. La vasta navata, in puro stile ogivale, i portici adornati da belle sculture della metà del XII secolo e le magnifiche vetrate del XII e XIII secolo, tutte in condizioni eccezionali, si combinano per renderlo un capolavoro. |
|      | Palazzo e Parco di Versailles                                                                              | Versailles | Île-de-France | Culturale (83; i, ii, vi)          | 1979      | La Reggia di Versailles è stata la residenza principale dei re francesi dal tempo di Luigi XIV a Luigi XVI. Abbellito da diverse generazioni di architetti, scultori, decoratori e paesaggisti, ha fornito all'Europa un modello della residenza reale ideale per oltre un secolo. |
|      | Vézelay, chiesa e collina                                                                                  | Vézelay | Borgogna-Franca Contea | Culturale (84; i, vi)              | 1979      | Poco dopo la sua fondazione nel IX secolo, l'abbazia benedettina di Vézelay acquisì le reliquie di Santa Maria Maddalena e da allora è stata un importante luogo di pellegrinaggio. San Bernardo predicò lì la Seconda Crociata nel 1146 e Riccardo Cuor di Leone e Filippo II Augusto si incontrarono lì per partire per la terza crociata nel 1190. Con i suoi capitelli scolpiti e il suo portale, la Madeleine di Vézelay - una chiesa monastica del XII secolo - è un capolavoro dell'arte e dell'architettura romanica borgognona. |
|      | Siti preistorici e grotte decorate della valle della Vézère                                                | Dordogna | Nuova Aquitania | Culturale (85; i, iii)             | 1979      | La valle della Vézère contiene 147 siti preistorici risalenti al Paleolitico e 25 grotte decorate. È particolarmente interessante dal punto di vista etnologico e antropologico, oltre che estetico per le sue pitture rupestri, in particolare quelle della Grotta di Lascaux, la cui scoperta nel 1940 è stata di grande importanza per la storia dell'arte preistorica. Le scene di caccia mostrano circa 100 figure di animali, che sono notevoli per i loro dettagli, i colori intensi e la qualità realistica. |
|      | Palazzo e Parco di Fontainebleau                                                                           | Fontainebleau | Île-de-France | Culturale (160; ii, vi)            | 1981      | Utilizzata dai re di Francia a partire dal XII secolo, la residenza di caccia reale medievale di Fontainebleau, situata nel cuore di una vasta foresta nell'Île-de-France, fu trasformata, ampliata e abbellita nel XVI secolo da Francesco I, che voleva farne una "Nuova Roma". Circondato da un immenso parco, il palazzo all'italiana unisce tradizioni artistiche rinascimentali e francesi. |
|      | Cattedrale di Amiens                                                                                       | Amiens | Alta Francia | Culturale (162; i, ii)             | 1981      | La cattedrale di Amiens, nel cuore della Piccardia, è una delle più grandi chiese gotiche "classiche" del XIII secolo. Si distingue per la coerenza del suo piano, la bellezza del suo prospetto interno a tre livelli e l'esposizione particolarmente bella di sculture sulla facciata principale e nel transetto sud. |
|      | Teatro romano e suoi dintorni e "Arco di trionfo" di Orange                                                | Orange | Provenza-Alpi-Costa Azzurra | Culturale (163; iii, vi)           | 1981      | Situato nella valle del Rodano, l'antico teatro d'Orange, con la sua facciata lunga 103 m, è uno dei meglio conservati di tutti i grandi teatri romani. Costruito tra il 10 e il 25 d.C., l'arco romano è uno dei più belli e interessanti esempi superstiti di arco trionfale provinciale del regno di Augusto. È decorato con bassorilievi che commemorano l'istituzione della Pax Romana. |
|      | Arles, monumenti romani e romanici                                                                         | Arles | Provenza-Alpi-Costa Azzurra | Culturale (164; ii, iv)            | 1981      | Arles è un buon esempio dell'adattamento di una città antica alla civiltà medievale europea. Ha alcuni imponenti monumenti romani, di cui i più antichi - l'arena, il teatro romano e il criptoportico (gallerie sotterranee) - risalgono al I secolo a.C. Durante il IV secolo Arles conobbe una seconda età dell'oro, come attestano le terme di Costantino e la necropoli di Alyscamps. Nell'XI e XII secolo, Arles tornò ad essere una delle città più attraenti del Mediterraneo. All'interno delle mura della città, Saint-Trophime, con il suo chiostro, è uno dei principali monumenti romanici della Provenza. |
|      | Abbazia cistercense di Fontenay                                                                            | Marmagne | Centro-Valle della Loira | Culturale (165; iv)                | 1981      | Questo severo monastero della Borgogna fu fondato da San Bernardo nel 1119. Con la sua chiesa, chiostro, refettorio, dormitori, panetteria e ferriera, è un eccellente esempio dell'ideale di autosufficienza praticato dalle prime comunità di monaci cistercensi. |
|      | Dalle grandi saline di Salins-les-Bains alle Saline Reali di Arc-et-Senans, la produzione di sale ignigeno | Arc-et-Senans, Salins-les-Bains | Borgogna-Franca Contea | Culturale (203; i, ii, iv)         | 1982-2009 | Le saline reali di Arc-et-Senans, vicino a Besançon, furono costruite da Claude Nicolas Ledoux a partire dal 1775 durante il regno di Luigi XVI, come la prima grande conquista dell'architettura industriale, riflettendo l'ideale di progresso dell'Illuminismo. Il vasto complesso semicircolare era concepito per consentire un'organizzazione razionale e gerarchica del lavoro e doveva essere seguito dalla costruzione di una città ideale, mai realizzata. La Grande Salina di Salins-les-Bains è stata attiva per almeno 1200 anni. Dal 1780 al 1895, la sua acqua salata ha viaggiato attraverso 21 km di tubi di legno fino alle Saline Reali di Arc-et-Senans. È stata costruita vicino all'immensa foresta di Chaux per garantire l'approvvigionamento di legna da ardere per la caldaia. Le Saline di Salins ospitano una galleria sotterranea del XIII secolo che include una pompa idraulica del XIX secolo ancora funzionante. |
|      | Place Stanislas, Place de la Carrière e Place d'Alliance a Nancy                                           | Nancy | Grande Est | Culturale (229; i, iv)             | 1983      | Nancy, residenza temporanea di un re senza regno - Stanislao Leszczyński, divenuto poi duca di Lorena - è paradossalmente l'esempio più antico e tipico di capitale moderna dove un monarca illuminato si è dimostrato sensibile ai bisogni del pubblico. Costruito tra il 1752 e il 1756 da un brillante gruppo di lavoro guidato dall'architetto Héré, questo era un progetto attentamente concepito che riuscì a creare una capitale che non solo aumentasse il prestigio del sovrano ma fosse anche funzionale. |
|      | Chiesa abbaziale di Saint-Savin-sur-Gartempe                                                               | Saint-Savin | Nuova Aquitania | Culturale (230; i, iii)            | 1983      | Conosciuta come la "Cappella Sistina romanica", la chiesa abbaziale di Saint-Savin contiene molti bellissimi dipinti parietali dell'XI e del XII secolo che sono ancora in un notevole stato di conservazione. |
|      | Golfo di Porto: Calanchi di Piana, Golfo di Girolata, Riserva di Scandola                                  | Galeria, Osani, Ota, Partinello, Piana, Serriera | Corsica | Naturale (258; vii, viii, x)       | 1983      | La riserva naturale, che fa parte del Parco naturale regionale della Corsica, occupa la penisola di Scandola, un imponente ammasso roccioso porfirico. La vegetazione è un eccezionale esempio di macchia. Qui si possono trovare gabbiani, cormorani e aquile di mare. Le acque limpide, con i loro isolotti e le grotte inaccessibili, ospitano una ricca vita marina. |
|      | Ponte del Gard (acquedotto romano)                                                                         | Vers-Pont-du-Gard | Occitania | Culturale (344; i, iii, iv)        | 1985      | Il Pont du Gard fu costruito poco prima dell'era cristiana per consentire all'acquedotto di Nîmes (lungo quasi 50 km) di attraversare il fiume Gard. Gli architetti e gli ingegneri idraulici romani che hanno progettato questo ponte, alto quasi 50 metri e disposto su tre livelli - il più lungo di 275 metri - hanno creato un capolavoro tecnico oltre che artistico. |
|      | Strasburgo, Grande Île e Neustadt                                                                          | Strasburgo | Grande Est | Culturale (495; ii, iv)            | 1988-2017 | Il sito iniziale, iscritto nel 1988, era costituito dalla Grande-Île, il centro storico di Strasburgo, strutturata intorno alla cattedrale. L'ampliamento riguarda la Neustadt, città nuova, progettata e costruita sotto l'amministrazione tedesca (1871-1918). La Neustadt trae ispirazione per il suo impianto urbano in parte dal modello haussmanniano, pur adottando un linguaggio architettonico di ispirazione germanica. Questa duplice influenza ha consentito la creazione di uno spazio urbano specifico di Strasburgo, dove le prospettive create intorno alla cattedrale si aprono a un paesaggio unificato attorno a fiumi e canali. |
|      | Parigi, Rive della Senna                                                                                   | Parigi | Île-de-France | Culturale (600; i, ii, iv)         | 1991      | Dal Louvre alla Torre Eiffel, da Place de la Concorde al Grand e al Petit Palais, l'evoluzione di Parigi e la sua storia si possono vedere dalla Senna. La Cattedrale di Notre-Dame e la Sainte-Chapelle sono capolavori architettonici, mentre le ampie piazze e i viali di Haussmann hanno influenzato l'urbanistica della fine del XIX e XX secolo in tutto il mondo. |
|      | Cattedrale di Notre-Dame, ex-abbazia di Saint-Remi e Palazzo del Tau, Reims                                | Reims | Grande Est | Culturale (601; i, ii, vi)         | 1991      | L'eccezionale gestione delle nuove tecniche architettoniche nel XIII secolo e il connubio armonioso della decorazione scultorea con l'architettura hanno reso Notre-Dame a Reims uno dei capolavori dell'arte gotica. L'ex-abbazia ha ancora la sua bellissima navata del IX secolo, in cui giacciono le spoglie dell'arcivescovo San Remigio (440–533), che istituì la santa unzione dei re di Francia. L'ex palazzo arcivescovile noto come Palazzo del Tau, che svolse un ruolo importante nelle cerimonie religiose, fu quasi interamente ricostruito nel XVII secolo. |
|      | Cattedrale di Bourges                                                                                      | Bourges | Centro-Valle della Loira | Culturale (635; i, iv)             | 1992      | La Cattedrale di Saint-Etienne di Bourges, costruita tra la fine del XII e la fine del XIII secolo, è uno dei grandi capolavori dell'arte gotica ed è ammirata per le sue proporzioni e l'unità del suo disegno. Particolarmente suggestivi sono il timpano, le sculture e le vetrate colorate. Oltre alla bellezza dell'architettura, attesta il potere del cristianesimo nella Francia medievale. |
|      | Centro storico di Avignone: Palazzo dei Papi, complesso episcopale e ponte di Avignone                     | Avignone | Provenza-Alpi-Costa Azzurra | Culturale (228; i, ii, iv)         | 1995      | Nel XIV secolo questa città nel sud della Francia era la sede del papato. Il Palazzo dei Papi, una fortezza dall'aspetto austero riccamente decorato da Simone Martini e Matteo Giovanetti, domina la città, i bastioni circostanti e i resti di un ponte del XII secolo sul Rodano. Sotto questo straordinario esempio di architettura gotica, il Petit Palais e la cattedrale romanica di Notre-Dame-des-Doms completano un eccezionale gruppo di monumenti che testimoniano il ruolo di primo piano svolto da Avignone nell'Europa cristiana del XIV secolo. |
|      | Canal du Midi                                                                                              | Alta Garonna, Aude, Hérault, Tarn | Occitania | Culturale (770; i, ii, iv, vi)     | 1996      | Questa rete di 360 km di corsi d'acqua navigabili che collega il Mediterraneo e l'Atlantico attraverso 328 strutture (chiuse, acquedotti, ponti, gallerie, ecc.) è una delle imprese più notevoli dell'ingegneria civile dei tempi moderni. Costruito tra il 1667 e il 1694, ha aperto la strada alla rivoluzione industriale. La cura che il suo creatore, Pierre-Paul Riquet, ha avuto nel disegno e il modo in cui si fonde con l'ambiente circostante hanno trasformato un risultato tecnico in un'opera d'arte. |
|      | Città fortificata storica di Carcassonne                                                                   | Carcassonne | Occitania | Culturale (345; ii, iv)            | 1997      | Sin dal periodo preromano esisteva un insediamento fortificato sulla collina dove ora sorge Carcassonne. Nella sua forma attuale è un eccezionale esempio di città fortificata medievale, con le sue imponenti difese che circondano il castello e gli edifici circostanti, le sue strade e la sua bella cattedrale gotica. Carcassonne è anche di eccezionale importanza a causa della lunga campagna di restauro intrapresa da Viollet-le-Duc, uno dei fondatori della moderna scienza della conservazione. |
|      | Pirenei - Mont Perdu                                                                                       | Aragnouet, Gavarnie, Gèdre (condiviso con Spagna) | Occitania | Misto (773; iii, iv, v, vii, viii) | 1997-1999 | Questo straordinario paesaggio montano, che attraversa i confini nazionali contemporanei di Francia e Spagna, è incentrato sulla vetta del Monte Perdido, un massiccio calcareo che raggiunge i 3 352 m. Il sito, con una superficie totale di 30 639 ettari, comprende due dei canyon più grandi e profondi d'Europa sul lato spagnolo e tre grandi pareti di circo sui pendii settentrionali più ripidi della Francia, esempi classici di queste morfologie geologiche. Il sito è anche un paesaggio pastorale che riflette uno stile di vita agricolo che un tempo era diffuso nelle regioni montuose d'Europa ma ora sopravvive solo in questa parte dei Pirenei. In questo modo fornisce una visione eccezionale della società europea del passato attraverso il suo paesaggio di villaggi, fattorie, campi, pascoli e strade di montagna. |
|      | Cammini di Santiago di Compostela in Francia                                                               | 71 monumenti e 7 tratti di percorsi | Alta Francia, Alvernia-Rodano-Alpi, Borgogna-Franca Contea, Centro-Valle della Loira, Grande Est, Île-de-France, Normandia, Nuova Aquitania, Occitania, Provenza-Alpi-Costa Azzurra | Culturale (868; ii, iv, vi)        | 1998      | Santiago de Compostela è stata la meta suprema per innumerevoli migliaia di devoti pellegrini che vi si sono radunati da tutta Europa per tutto il Medioevo. Per raggiungere la Spagna i pellegrini dovevano attraversare la Francia e il gruppo di importanti monumenti storici inclusi in questa iscrizione segna i quattro percorsi attraverso i quali lo hanno fatto. |
|      | Sito storico di Lione                                                                                      | Lione | Alvernia-Rodano-Alpi | Culturale (872; ii, iv)            | 1998      | La lunga storia di Lione, fondata dai Romani nel I secolo a.C. come capitale delle Tre Gallie e che da allora ha continuato a svolgere un ruolo importante nello sviluppo politico, culturale ed economico dell'Europa, è vividamente illustrato dal suo tessuto urbano e dai numerosi edifici storici di tutte le epoche. |
|      | Giurisdizione di Saint-Émilion                                                                             | Gironda | Nuova Aquitania | Culturale (932; iii, iv)           | 1999      | La viticoltura fu introdotta in questa fertile regione dell'Aquitania dai Romani e si intensificò nel Medioevo. L'area di Saint-Émilion ha beneficiato della sua posizione lungo il percorso di pellegrinaggio a Santiago de Compostela e molte chiese, monasteri e ospizi sono stati costruiti lì dall'XI secolo in poi. Gli fu concesso lo status speciale di "giurisdizione" durante il periodo del dominio inglese nel XII secolo. È un paesaggio eccezionale dedicato interamente alla viticoltura, con molti bei monumenti storici nelle sue città e villaggi. |
|      | Valle della Loira tra Sully-sur-Loire e Chalonnes-sur-Loire                                                | Indre e Loira, Loiret, Loir-et-Cher, Maine e Loira | Centro-Valle della Loira, Paesi della Loira | Culturale (933; i, ii, iv)         | 2000      | La Valle della Loira è un eccezionale paesaggio culturale di grande bellezza, contenente città e villaggi storici, grandi monumenti architettonici (i castelli) e terre coltivate formate da molti secoli di interazione tra la loro popolazione e l'ambiente fisico, principalmente il fiume Loira stesso. |
|      | Provins, città delle fiere medievali                                                                       | Provins | Île-de-France | Culturale (873; ii, iv)            | 2001      | La città fortificata medievale di Provins si trova nell'ex territorio dei potenti Conti di Champagne. Testimonia i primi sviluppi nell'organizzazione di fiere commerciali internazionali e nell'industria della lana. La struttura urbana di Provins, costruita appositamente per ospitare le fiere e le attività connesse, è stata ben conservata. |
|      | Torri campanarie di Belgio e Francia                                                                       | Hauts-de-France (altri 33 sono in Belgio) | Alta Francia | Culturale (943; ii, iv)            | 2005      | Ventitré torri campanarie nel nord della Francia e il campanile di Gembloux in Belgio sono stati iscritti nel 2005, come estensione dei 32 campanili belgi inscritti nel 1999 come torri campanarie delle Fiandre e della Vallonia. Costruiti tra l'XI e il XVII secolo, mostrano gli stili di architettura romanica, gotica, rinascimentale e barocca. Sono segni altamente significativi della conquista delle libertà civili. Mentre le città italiane, tedesche e inglesi hanno scelto principalmente di costruire municipi, in parte dell'Europa nord-occidentale è stata posta maggiore enfasi sulla costruzione di torri campanarie. Rispetto al mastio (simbolo dei signori) e al campanile (simbolo della Chiesa), la torre civica, la terza torre nel paesaggio urbano, simboleggia il potere degli aldermanni. Nel corso dei secoli, sono venuti a rappresentare l'influenza e la ricchezza delle città. |
|      | Le Havre, la città ricostruita da Auguste Perret                                                           | Le Havre | Normandia | Culturale (1181; ii, iv)           | 2005      | La città di Le Havre, sul Canale della Manica, è stata gravemente bombardata durante la seconda guerra mondiale. L'area distrutta è stata ricostruita secondo il piano di una squadra guidata da Auguste Perret dal 1945 al 1964. Il sito costituisce il centro amministrativo, commerciale e culturale di Le Havre ed è eccezionale tra le città ricostruite per la sua unità e integrità. Combina un riflesso del modello precedente della città e delle sue strutture storiche con le nuove idee di pianificazione urbana e tecnologie di costruzione. È un eccezionale esempio di pianificazione urbana e architettura basata sull'unità della metodologia e sull'uso sistematico della prefabbricazione, di una griglia modulare e sullo sfruttamento innovativo del potenziale del calcestruzzo. |
|      | Bordeaux, Porto della Luna                                                                                 | Bordeaux | Nuova Aquitania | Culturale (1256; ii, iv)           | 2007      | Il Porto della Luna, l'area portuale della città di Bordeaux, è un eccezionale insieme urbano e architettonico, creato nell'età dell'Illuminismo. È anche riconosciuto per il suo ruolo storico come luogo di scambio di valori culturali per oltre 2000 anni, in particolare dal XII secolo a causa dei legami commerciali con la Gran Bretagna e i Paesi Bassi. I piani urbani e i complessi architettonici dall'inizio del XVIII secolo in poi collocano la città come un eccezionale esempio di tendenze classiche e neoclassiche innovative e le conferiscono un'eccezionale unità e coerenza urbana e architettonica. La sua forma urbana rappresenta il successo dei filosofi che volevano trasformare le città in crogiuoli di umanesimo, universalità e cultura. |
|      | Lagune della Nuova Caledonia: diversità della barriera corallina ed ecosistemi associati                   | Nuova Caledonia | Nuova Caledonia | Naturale (1115; vii, ix, x)        | 2008      | Questo sito seriale comprende sei ammassi marini che rappresentano la grande diversità delle barriere coralline e degli ecosistemi associati nell'arcipelago della Nuova Caledonia e uno dei tre sistemi di barriera corallina più estesi del mondo. Queste lagune sono di eccezionale bellezza naturale, presentano un'eccezionale diversità di specie di coralli e pesci e un continuum di habitat dalle mangrovie alle fanerogame con la concentrazione più diversificata al mondo di strutture di barriera corallina. Le lagune della Nuova Caledonia mostrano ecosistemi intatti, con popolazioni sane di grandi predatori e un gran numero e diversità di pesci di grandi dimensioni. Forniscono l'habitat a una serie di specie marine emblematiche o minacciate come tartarughe, balene o dugonghi di cui ospitano la terza più grande popolazione del mondo. |
|      | Fortificazioni di Vauban                                                                                   | Arras, Besançon, Blaye, Briançon, Camaret-sur-Mer, Longwy, Mont-Dauphin, Mont-Louis, Neuf-Brisach, Saint-Martin-de-Ré, Saint-Vaast-la-Hougue, Villefranche-de-Conflent                                                                                        | Alta Francia, Borgogna-Franca Contea, Bretagna, Grande Est, Normandia, Nuova Aquitania, Occitania, Provenza-Alpi-Costa Azzurra                                                      | Culturale (1283; i, ii, iv)        | 2008      | Le fortificazioni di Vauban sono costituite da 12 gruppi di edifici e siti fortificati lungo i confini della Francia. Rappresentano i migliori esempi del lavoro di Sébastien Le Prestre de Vauban (1633-1707), un ingegnere militare del re Luigi XIV. La proprietà seriale comprende città costruite da zero da Vauban, cittadelle, mura bastionate urbane e torri bastionate. Ci sono anche forti di montagna, fortezze marittime, una batteria di montagna e due strutture di comunicazione di montagna. Questa proprietà è iscritta come testimonianza dell'apice delle fortificazioni classiche, tipiche dell'architettura militare occidentale. |
|      | Pitons, circhi e scarpate dell'isola di Riunione                                                           | La Riunione | La Riunione | Naturale (1317; vii, x)            | 2010      | Il sito coincide con la zona centrale del Parco nazionale della Riunione. La proprietà copre più di 100 000 ettari o il 40% dell'isola, che comprende due massicci vulcanici adiacenti situati nel sud-ovest dell'Oceano Indiano. Dominata da due imponenti picchi vulcanici, pareti massicce e tre circhi circondati da scogliere, la proprietà comprende una grande varietà di terreno accidentato e imponenti scarpate, gole boscose e bacini che creano un paesaggio visivamente suggestivo. È l'habitat naturale per un'ampia varietà di piante, che presenta un alto livello di endemismo. Ci sono foreste pluviali subtropicali, foreste pluviali e brughiere che creano un mosaico straordinario e visivamente accattivante di ecosistemi e paesaggi. |
|      | Città episcopale di Albi                                                                                   | Albi | Occitania | Culturale (1337; iv, v)            | 2010      | Sulle rive del fiume Tarn, la città vecchia di Albi riflette il culmine di un insieme architettonico e urbano medievale. Oggi il Ponte Vecchio (Pont Vieux), il quartiere Saint-Salvi e la sua chiesa testimoniano il suo sviluppo iniziale (X-XI secolo). In seguito alla crociata albigese contro gli eretici catari (XIII secolo) divenne una potente città episcopale. Costruito nello stile gotico della Francia meridionale in mattoni locali dai caratteristici colori rosso e arancione, l'alta cattedrale fortificata (fine del XIII secolo) domina la città, a dimostrazione del potere riconquistato dal clero cattolico. Accanto alla cattedrale si trova il vasto palazzo vescovile de la Berbie, affacciato sul fiume e circondato da quartieri residenziali che risalgono al Medioevo. |
|      | Causses e Cevenne, paesaggio culturale agro-pastorale mediterraneo                                         | Aveyron, Gard, Hérault, Lozère | Occitania | Culturale (1153; iii, v)           | 2011      | Questo sito di 302 319 ettari è un paesaggio montano intervallato da valli profonde, rappresentativo del rapporto tra i sistemi agro-pastorali e il loro ambiente biofisico, in particolare attraverso drailles o strade carrabili. Villaggi e grandi case coloniche in pietra su profonde terrazze dei Causses riflettono l'organizzazione di grandi abbazie dell'XI secolo. Il Monte Lozère è uno degli ultimi luoghi dove la transumanza estiva è ancora praticata in modo tradizionale, utilizzando le drailles. |
|      | Siti palafitticoli preistorici attorno alle Alpi                                                           | Clairvaux-les-Lacs, Marigny, Lépin-le-Lac, Brison-Saint-Innocent, Chindrieux, Saint-Pierre-de-Curtille, Tresserve, Chens-sur-Léman, Saint-Jorioz, Sévrier (altri 100 sono in Austria, Germania, Italia, Slovenia e Svizzera)                                  | Alvernia-Rodano-Alpi, Borgogna-Franca Contea | Culturale (1363; iv, v)            | 2011      | Gli scavi di questi insediamenti palafitticoli preistorici hanno fornito importanti informazioni circa la vita nella regione alpina dell'Europa durante il Neolitico e l'età del bronzo. Undici sono i siti iscritti in Francia, tra l'Avant-Pays savoyard, il lago Lemano e il Giura. |
|      | Bacino minerario del Nord-Passo di Calais                                                                  | Nord-Passo di Calais | Alta Francia | Culturale (1360; ii, iv, vi)       | 2012      | Notevole paesaggio modellato in tre secoli di estrazione del carbone dal 1700 al 1900, il sito è costituito da 109 componenti sparse su 120 000 ettari. È dotato di pozzi minerari e infrastrutture di sollevamento, cumuli di scorie, infrastrutture di trasporto del carbone, stazioni ferroviarie, tenute operaie e villaggi minerari con i loro habitat sociale, scuole, edifici religiosi, strutture sanitarie e comunitarie, sedi aziendali, case di proprietari e dirigenti, municipi e altro ancora. Il sito testimonia il tentativo di creare città operaie-modello dalla metà del XIX secolo agli anni '60 e illustra ulteriormente un periodo significativo della storia dell'Europa industriale. Documenta le condizioni di vita dei lavoratori e la solidarietà cui ha dato origine. |
|      | Grotta decorata di Pont d'Arc, nota come Grotta Chauvet-Pont d'Arc, Ardèche                                | Vallon-Pont-d'Arc | Alvernia-Rodano-Alpi | Culturale (1426; i, iii)           | 2014      | Situato in un altopiano calcareo del fiume Ardèche, il sito contiene i primi disegni figurativi più conosciuti e meglio conservati al mondo, risalenti al periodo Aurignaziano (30 000-32 000 a.C.), rendendola una testimonianza eccezionale dell'arte preistorica. La grotta è stata chiusa da una caduta di massi circa 20 000 anni fa ed è rimasta sigillata fino alla sua scoperta nel 1994, il che ha contribuito a mantenerla in perfette condizioni. Di eccezionale qualità estetica, le oltre 1000 immagini dipinte sulle sue pareti dimostrano una gamma di tecniche tra cui l'uso sapiente dell'ombreggiatura, combinazioni di pittura e incisione, precisione anatomica, tridimensionalità e movimento. Includono diverse specie animali pericolose difficili da osservare, come mammut, orsi, leoni delle caverne, rinoceronti, bisonti e uri, oltre a 4000 resti inventariati di fauna preistorica e una varietà di impronte umane. |
|      | Climats, terroirs di Borgogna                                                                              | Beaune, Digione, Gevrey-Chambertin, Nuits-Saint-Georges, Santenay | Borgogna-Franca Contea | Culturale (1425; iii, v)           | 2015      | I climats sono appezzamenti di vigneti delimitati precisamente sulle pendici della Côte de Nuits e della Côte de Beaune a sud della città di Digione. Differiscono tra loro a causa delle specifiche condizioni naturali (geologia ed esposizione) e dei tipi di vite e sono stati modellati dalla coltivazione umana. Nel tempo sono stati riconosciuti dal vino che producono. Questo paesaggio culturale si compone di due parti. In primo luogo, i vigneti e le unità di produzione associate compresi i villaggi e la cittadina di Beaune, che insieme rappresentano la dimensione commerciale del sistema produttivo. La seconda parte comprende il centro storico di Digione, che incarna lo slancio politico normativo che ha dato vita al sistema dei climats. Il sito è un eccezionale esempio di coltivazione della vite e produzione di vino sviluppatosi sin dall'Alto Medioevo. |
|      | Colline, case e cantine della Champagne                                                                    | Aÿ, Épernay, Hautvillers, Mareuil-sur-Ay, Reims | Grande Est | Culturale (1465; iii, iv, vi)      | 2015      | La proprietà comprende siti in cui il metodo di produzione dei vini spumanti è stato sviluppato sul principio della fermentazione secondaria in bottiglia dall'inizio del XVII secolo fino alla sua prima industrializzazione nel XIX secolo. La proprietà è composta da tre complessi distinti: i vigneti storici di Hautvillers, Aÿ e Mareuil-sur-Aÿ, la collina di Saint-Nicaise a Reims e l'Avenue de Champagne e Fort Chabrol a Épernay. Queste tre componenti - il bacino di approvvigionamento formato dalle colline storiche, i siti di produzione (con le loro cantine sotterranee) e i centri di vendita e distribuzione (le Case dello Champagne) - illustrano l'intero processo di produzione dello champagne. La proprietà è una chiara testimonianza dello sviluppo di un'attività artigianale molto specializzata che è diventata un'impresa agroindustriale. |
|      | L'opera architettonica di Le Corbusier, un contributo eccezionale al Movimento Moderno                     | Éveux, Firminy, Marsiglia, Parigi, Pessac, Poissy, Ronchamp, Roquebrune-Cap-Martin, Saint-Dié-des-Vosges (altri 7 sono in Argentina, Belgio, Germania, Giappone, India e Svizzera)                                                                            | Alvernia-Rodano-Alpi, Borgogna-Franca Contea, Grande Est, Île-de-France, Nuova Aquitania, Provenza-Alpi-Costa Azzurra                                                               | Culturale (1321; i, ii, vi)        | 2016      | Scelti dall'opera di Le Corbusier, i 17 siti che compongono questa proprietà seriale transnazionale sono distribuiti in sette paesi e sono una testimonianza dell'invenzione di un nuovo linguaggio architettonico che ha rotto con il passato. Furono costruiti nell'arco di mezzo secolo, nel corso di quella che Le Corbusier definì "ricerca paziente" e riflettono le soluzioni che il Movimento Moderno ha cercato di applicare durante il XX secolo alle sfide di inventare nuove tecniche architettoniche per rispondere ai bisogni della società. Questi capolavori di genio creativo attestano anche l'internazionalizzazione della pratica architettonica in tutto il pianeta. I siti francesi della serie sono dieci e comprendono diverse tipologie architettoniche: case private, complessi residenziali, una manifattura, la casa della cultura di Firminy, la Cappella di Notre-Dame du Haut, il Convento di Santa Maria de La Tourette. |
|      | Taputapuatea                                                                                               | Taputapuatea | Polinesia francese | Culturale (1529; iii, iv, vi)      | 2017      | Taputapuātea sull'isola di Ra'iātea si trova al centro del "Triangolo Polinesiano", una vasta porzione dell'Oceano Pacifico, punteggiata di isole e l'ultima parte del globo ad essere colonizzata dagli esseri umani. La proprietà comprende due valli boscose, una porzione di laguna e barriera corallina e una striscia di mare aperto. Al centro della proprietà si trova il complesso dei marae di Taputapuātea, un centro politico, cerimoniale e funerario. È caratterizzato da diversi marae, con diverse funzioni. Diffusi in Polinesia, i marae erano luoghi in cui il mondo dei vivi intersecava il mondo degli antenati e degli dei. Taputapuātea è una testimonianza eccezionale di 1000 anni di civiltà mā'ohi. |
|      | Arena tettonica Chaîne des Puys - faglia della Limagne                                                     | Alvernia | Alvernia-Rodano-Alpi | Naturale (1434; viii)              | 2018      | Situata nel centro della Francia, la proprietà comprende la lunga faglia di Limagne, gli allineamenti dei vulcani della Chaîne des Puys e il rilievo invertito della Montagne de la Serre. È un segmento emblematico del Rift dell'Europa occidentale, creato all'indomani della formazione delle Alpi, 35 milioni di anni fa. Le caratteristiche geologiche della proprietà dimostrano come la crosta continentale si incrini, poi crolli, permettendo al magma profondo di salire e provocare il sollevamento in superficie. La proprietà è un esempio eccezionale della disgregazione continentale - o rifting - che è una delle cinque fasi principali della tettonica delle placche. |
|      | Terre e mari australi francesi                                                                             | Terre australi e antartiche francesi | Terre australi e antartiche francesi | Naturale (1603; vii, ix, x)        | 2019      | Le terre e i mari australi francesi comprendono la più grande delle rare masse continentali emerse nell'Oceano Indiano meridionale: l'arcipelago di Crozet, le isole Kerguelen, le isole Saint-Paul e Amsterdam, nonché 60 piccole isole subantartiche. Questa "oasi" nel mezzo dell'Oceano Antartico copre un'area di oltre 67 milioni di ettari e sostiene una delle più alte concentrazioni di uccelli e mammiferi marini al mondo. In particolare, ha la più grande popolazione di pinguini reali e albatri dal naso giallo nel mondo. La lontananza di queste isole dai centri dell'attività umana le rende vetrine estremamente ben conservate dell'evoluzione biologica e un terreno unico per la ricerca scientifica. |
|      | Grandi città termali d'Europa                                                                              | Vichy (altre 10 si trovano in Austria, Belgio, Germania, Italia, Regno Unito e Rep. Ceca) | Alvernia-Rodano-Alpi | Culturale (1613; ii, iii)          | 2021      | La proprietà transnazionale seriale delle Grandi Terme d'Europa è un gruppo selezionato di città termali che è testimonianza di luoghi per la guarigione di dolori e malattie con acque minerali in genere prima che i farmaci industriali si sviluppassero nel XIX secolo. La serie comprende undici storiche città termali in sette stati europei dove l'integrità e l'autenticità delle parti componenti sono evidenti nella loro forma urbana e negli edifici termali componenti. La componente francese del sito seriale è Vichy. |
|      | Faro di Cordouan                                                                                           | Le Verdon-sur-Mer | Nuova Aquitania | Culturale (1625; i, iv)            | 2021      | Il faro di Cordouan, situato all'ingresso dell'estuario della Gironda, è l'erede delle lanterne medievali mantenute dagli eremiti e installate in date antiche sull'isolotto di Cordouan. L'attuale monumento è una costruzione del XVI secolo per la quale il contratto firmato da Michel de Montaigne, sindaco di Bordeaux, è depositato negli archivi dipartimentali della Gironda. Il potere reale aveva deciso di costruire un monumento che fosse allo stesso tempo utile e rappresentativo della maestà della Francia, l'architetto fu Louis de Foix. |
|      | Nizza, città di villeggiatura invernale della Riviera                                                      | Nizza | Provenza-Alpi-Costa Azzurra | Culturale (1635; ii)               | 2021      | Nizza è il primo esempio di insediamento umano che, dalla fine dell'Ottocento, si estese ad altre coste con il nome di "riviera". Questo termine, inizialmente un nome proprio per la costa mediterranea tra Genova e Nizza, è diventato un nome comune per un certo tipo di costa sfruttata e sviluppata a fini turistici. I geografi definiscono la riviera come un tipo di costa turistica dal rilievo marcato e dal clima privilegiato, dominata dalla residenza ricca e densamente occupata. A causa del successo turistico internazionale di Nizza, questo modello è stato imitato altrove senza mai dar luogo, però, all'emergere nell'arco di due secoli di un insieme urbano della stessa importanza. |
|      | Antiche faggete primordiali dei Carpazi e di altre regioni d'Europa                                        | Argelès-sur-Mer, Fellering, Gap, Kruth, Wildenstein (altri 91 sono in Albania, Austria, Belgio, Bosnia ed Erzegovina, Bulgaria, Croazia, Germania, Italia, Macedonia del Nord, Polonia, Rep. Ceca, Romania, Slovacchia, Slovenia, Spagna, Svizzera e Ucraina) | Grande Est, Occitania, Provenza-Alpi-Costa Azzurra | Naturale (1133; ix)                | 2021      | Questa proprietà transnazionale comprende 94 componenti in 18 paesi. Dalla fine dell'ultima era glaciale, il faggio europeo si è diffuso da poche aree di rifugio isolate nelle Alpi, Carpazi, Dinaridi, Mediterraneo e Pirenei in un breve periodo di poche migliaia di anni in un processo tuttora in corso. L'espansione di successo in un intero continente è legata all'adattabilità e alla tolleranza dell'albero alle diverse condizioni climatiche, geografiche e fisiche. In Francia la serie comprende il Bois du Chapitre, una faggeta nella Riserva naturale del massiccio del Ventron e la Riserva naturale della foresta della Massane. |
|      | Vulcani e foreste del monte Pelée e dei pitons della Martinica settentrionale                              | Martinica | Martinica | Naturale (1657; viii, x)           | 2023      | L'importanza globale del Monte Pelée e dei Pitons du Carbet si basa sulle loro caratteristiche materiali e processi vulcanici. L'eruzione del 1902-1905 è considerata un evento chiave per la storia della vulcanologia, causando un impatto drammatico sulla città di Saint-Pierre, provocando una tragica perdita di vite umane e un'eredità che rimane parte della cultura della Martinica. Il sito seriale ospita specie minacciate a livello globale come la rana vulcanica della Martinica (Allobates chalcopis), il serpente terrestre di Lacépède (Erythrolamprus cursor) e l'endemico rigogolo della Martinica (Icterus bonana). |
|      | Maison Carrée di Nîmes                                                                                     | Nîmes | Occitania | Culturale (1569; iv)               | 2023      | Eretta nel I secolo d.C. nella colonia romana di Nemausus – l’odierna Nîmes – la Maison Carrée è uno dei primi esempi di tempio romano associato al culto imperiale nelle province di Roma. Dedicato agli eredi prematuramente defunti di Augusto, i Principi della Gioventù, questo edificio favoriva il controllo di Roma sul territorio conquistato e annunciava simbolicamente la fedeltà della popolazione della città di Nemausus alla linea dinastica di Augusto. L'architettura e l'elaborata decorazione comunicavano simbolicamente il programma ideologico di Augusto, che trasformò l'antica Roma da repubblica a impero, aprendo una nuova età dell'oro conosciuta come Pax Romana. |
|      | Siti cimiteriali e memoriali della Prima guerra mondiale (Fronte occidentale)                              | Aisne, Alto Reno, Ardenne, Basso Reno, Marna, Meurthe-et-Moselle, Mosa, Mosella, Nord, Oise, Pas-de-Calais, Seine-et-Marne, Somme, Vosgi (altri 25 sono in Belgio)                                                                                            | Alta Francia, Grand Est, Île-de-France | Culturale (1567; iii, iv, vi)      | 2023      | Questo patrimonio seriale transnazionale comprende siti lungo il fronte occidentale della Prima Guerra Mondiale, dove fu combattuta la guerra tra le forze tedesche e quelle alleate tra il 1914 e il 1918. Situata tra il nord del Belgio e l'est della Francia, le parti che compongono il sito variano in scala da grandi necropoli, che contengono i resti di decine di migliaia di soldati di diverse nazionalità, a cimiteri piccoli e più semplici e singoli memoriali. I siti includono diversi cimiteri militari, cimiteri di campi di battaglia e cimiteri ospedalieri, spesso combinati con memoriali. |
|      | Te Henua ‘Enata — Isole Marchesi                                                                           | Isole Marchesi | Polinesia francese | Misto (1707; iii, vi, vii, ix, x)  | 2024      | Situato nell'Oceano Pacifico meridionale, questo sito seriale rappresenta un'eccezionale testimonianza dell'occupazione territoriale dell'arcipelago delle Marchesi da parte di una civiltà umana arrivata via mare intorno all'anno 1000 d.C. e sviluppatasi su queste isole isolate tra il X e il XIX secolo. È anche un punto caldo di biodiversità che combina ecosistemi marini e terrestri insostituibili ed eccezionalmente ben conservati. Caratterizzati da creste affilate, picchi impressionanti e scogliere che si innalzano a picco sull'oceano, i paesaggi dell'arcipelago non hanno eguali a queste latitudini tropicali. Le isole sono un importante centro di endemismo, sede di flora rara e diversificata, una diversità di specie marine emblematiche e uno degli assemblaggi di uccelli marini più diversificati nel Pacifico meridionale. Praticamente libere dallo sfruttamento umano, le acque delle Marchesi sono tra le ultime aree marine selvagge del mondo. Il sito comprende anche siti archeologici che vanno dalle strutture monumentali in pietra a secco alle sculture e incisioni litiche. |
|      | Megaliti di Carnac e delle coste del Morbihan                                                              | Morbihan | Bretagna | Culturale (1725; i, iv)            | 2025      | Questo sito seriale in Bretagna presenta una densa concentrazione di strutture megalitiche costruite durante il Neolitico (circa 5000-2300 a.C.), accuratamente allineate alla geomorfologia unica dell'area. Queste monumentali costruzioni in pietra, disposte in relazione tra loro e con elementi naturali come il terreno e i corsi d'acqua, riflettono una sofisticata comprensione dell'ambiente. Ricche incisioni e manufatti associati illustrano ulteriormente la complessità culturale delle società che abitavano questa parte della costa atlantica europea. |

## Siti candidati
| Foto | Sito | Luogo                                                                                             | Tipo                              | Anno       | Descrizione |
| ---- | --- | ------------------------------------------------------------------------------------------------- | --------------------------------- | ---------- | --- |
|      | Cattedrale di Saint-Denis                                                                                  | Saint-Denis                                                                                       | Culturale (230; i, ii, vi)        | 20/09/1996 | La cattedrale di Saint-Denis, già basilica reale di Saint-Denis, occupa un posto eccezionale nella storia dell'architettura gotica: ciascuna delle principali fasi della sua costruzione costituisce una rivoluzione artistica e tecnica. Inoltre occupa un posto molto speciale nella storia nazionale poiché dal XIII secolo alla Rivoluzione francese la basilica fu la necropoli reale. |
|      | Rouen: complesso urbano a graticcio, cattedrale, chiesa di Saint-Ouen, chiesa di Saint Maclou              | Rouen                                                                                             | Culturale (231)                   | 20/09/1996 | Tra le più importanti città d'arte del Paese tanto da meritarsi l'appellativo di Ville Musée, venne descritta da Stendhal come "l'Atene del gotico” (“Athènes du genre gothique"). Rouen conserva, infatti, un elevato numero di mirabilissimi monumenti, soprattutto gotici, e un centro storico ancora ricco di antiche case a graticcio che costituiscono un importante esempio di complesso medievale nord-europeo. |
|      | Castello di Vaux-le-Vicomte                                                                                | Melun                                                                                             | Culturale (233; i, ii, iv)        | 20/09/1996 | Vaux-le-Vicomte costituisce il modello mirabilmente conservato del primo palazzo di Versailles, che fu rimaneggiato e ampliato alla fine del regno di Luigi XIV e durante i regni successivi. Il castello di Vaux è al centro di una vasta e mirata composizione attribuita ad André Le Nôtre, che integra i giardini. La tenuta (500 ettari, di cui 70 di giardini) era stata acquisita da Nicolas Fouquet nel 1641; l'abbellimento dei giardini sembra essere stato completato nel 1652, mentre il castello fu costruito dal 1656 al 1659. |
|      | Città fortificate dei Paesi Bassi dell'Europa nord-occidentale                                             | Nord-Pas-de-Calais, Champagne-Ardenne                                                             | Culturale (234)                   | 20/09/1996 | Questo insieme di città comprende le principali città fortificate della zona di confine settentrionale, che abbraccia le regioni francesi del Nord - Pas-de-Calais e della Champagne-Ardenne, il Belgio e le regioni meridionali dei Paesi Bassi. Queste città bastionate costituiscono, nel cuore dell'Europa nord-occidentale, sulle rive del Mare del Nord e sui rilievi più tormentati delle Ardenne, un territorio particolare, con alture aperte senza presentare alcun vero ostacolo naturale non facilmente superabile. |
|      | Montagna di Sainte Victoire e siti legati a Paul Cézanne                                                   | Bocche del Rodano                                                                                 | Misto (242)                       | 20/09/1996 | Dominando il Pays d'Aix-en-Provence, la montagna di Sainte-Victoire è un rilievo caratteristico della "Provenza calcarea". È prima di tutto un sito naturale molto ricco per il suo patrimonio paleontologico (uova di dinosauro), la diversità della sua flora (un migliaio di specie sono state elencate) e della sua fauna (uccelli). È anche un sito culturale i cui resti preistorici e storici testimoniano i grandi eventi e la diversità delle attività umane che la regione ha conosciuto fin dalle epoche più antiche. Ma è soprattutto la bellezza unica dei suoi paesaggi trascesi dall'opera di Paul Cézanne che ha reso la montagna di Sainte-Victoire famosa in tutto il mondo. Inoltre, vicino alla montagna, ad Aix-en-Provence, sono stati preservati i principali luoghi in cui visse l'artista: lo Château du Jas de Bouffan, la sua bottega nel centro della città, le cave di Bibemus, lo Château Noir, le sponde dell'Arc....                                                                           |
|      | Insieme di grotte a concrezione nel sud della Francia                                                      | Aude, Hérault                                                                                     | Naturale (1429; vii, viii, ix)    | 08/06/2000 | Diciannove cavità, o gruppi di cavità (sistemi idrogeologici), su un totale stimato di 50 000, ospitano un patrimonio mineralogico eccezionale dal punto di vista estetico, scientifico e di rarità. Questo patrimonio naturale è particolarmente ricco in Francia, dove alcuni siti o tipi di concrezioni sono unici al mondo. |
|      | Parco nazionale della Vanoise                                                                              | Savoia                                                                                            | Misto (1430)                      | 08/06/2000 | L'intero sito designato come bene culturale, bene naturale e paesaggio culturale è essenzialmente costituito da territori appartenenti alla zona centrale e periferica del Parco Nazionale della Vanoise (Francia) e dall'intero Parco Nazionale del Gran Paradiso (Italia). |
|      | Massiccio del Monte Bianco                                                                                 | Alta Savoia (condiviso con Italia)                                                                | Misto (1431)                      | 08/06/2000 | Il massiccio del Monte Bianco, la cui vetta (4807 m) è la più alta d'Europa, costituisce un insieme di ghiacciai e alte montagne del tutto eccezionali sia dal punto di vista naturalistico che culturale in quanto è stato al centro dell'origine dello sviluppo degli sport di montagna. Questo paesaggio eccezionale con la nobiltà delle sue vette e la potenza dei suoi ghiacciai è infatti uno dei luoghi mitici dell'alpinismo, proprio come l'Everest o l'Annapurna. |
|      | Camargue                                                                                                   | Bocche del Rodano                                                                                 | Naturale (1432; vii, x)           | 01/02/2002 | Questa area di circa 20 000 ettari comprende la Riserva Naturale della Camargue e altre aree protette adiacenti. Questo delta, un insieme naturale e artificiale di zone umide, paludi, prati e brughiere, continua ad evolversi a causa dei sedimenti delle Alpi, trasportati in Camargue dal Rodano. Grazie ad una combinazione di acqua dolce, acqua salmastra e acqua di mare, questa importantissima zona umida comprende una gamma molto ampia di habitat tra cui 8 biotopi terrestri. |
|      | Bocche di Bonifacio                                                                                        | Corsica del Sud                                                                                   | Naturale (1649; vii, viii, ix, x) | 01/02/2002 | Complesso naturale nell'estremo sud della Corsica formato da alte e grandiose scogliere calcaree che formano un fronte bianco abbagliante, tra ghiaioni e grotte marine, e dall'arcipelago delle isole di Lavezzi. |
|      | Parco nazionale degli Écrins                                                                               | Alte Alpi, Isère                                                                                  | Misto (1651)                      | 01/02/2002 | Gli Écrins formano un esteso massiccio (2 710 km²), uno dei più alti in Francia, raggiungendo più di 4000 metri, che comprende un sistema glaciale molto importante di oltre 11 000 ha, il secondo in Francia. Gode di una posizione strategica nell'arco alpino, al contatto tra Alpi interne ed esterne, tra Alpi meridionali e Alpi settentrionali, crocevia di influenze climatiche, mediterranee e continentali. Questa posizione originale e le relazioni con le aree limitrofe gli conferiscono un ruolo importante nella futura rete ecologica europea. |
|      | Parco nazionale di Port-Cros                                                                               | Hyères                                                                                            | Naturale (1652; vii, x)           | 01/02/2002 | Il Parco Nazionale di Port-Cros è costituito dall'isola di Port-Cros, dagli isolotti di Bagaud, Gabinière e Rascas e da un perimetro marino ripariale largo 600 metri. |
|      | Saline di Guérande                                                                                         | Batz-sur-Mer, Guérande, La Turballe, Le Croisic                                                   | Misto (1653)                      | 01/02/2002 | Le saline di Guérande formano un complesso di circa 2278 ettari e costituiscono un patrimonio eccezionale e unico. Per le specificità che le caratterizzano, vale a dire la combinazione storica di fattori ecologici e umani, sono senza dubbio il bacino salino più caratteristico e con più storia della costa atlantica francese. Presentano un'estrema ricchezza e un'estrema varietà di fauna e flora tanto più notevoli in quanto sono una costruzione artificiale, frutto del lavoro umano, e che dura solo finché continua la produzione di sale. |
|      | Costa mediterranea dei Pirenei                                                                             | Argelès-sur-Mer, Banyuls-sur-Mer, Cerbère, Collioure, Port-Vendres                                | Misto (1655)                      | 01/02/2002 | Questo è il paesaggio culturale formato dal margine della catena dei Pirenei nel Mar Mediterraneo. Ripida costa rocciosa (con Cap Béar e Cap de Creus e il massiccio di Albères), è un paesaggio naturale di eccezionale qualità, che ha anche una grande ricchezza di biodiversità, sia marina che terrestre, esemplare delle rive del Mediterraneo, con caratteri eccezionali, come il vigneto costiero di Banyuls e le sue strutture spettacolari. Un territorio segnato dalla presenza umana e dagli scambi mediterranei fin dai tempi più remoti e dall'associazione del lavoro di un certo numero di grandi artisti europei del XX secolo alla ricerca della luce e del colore, mostra forti impronte storiche (greca, romana, medievale e moderna). |
|      | Rada di Marsiglia                                                                                          | Marsiglia                                                                                         | Culturale (1657; ii, iv, v, vi)   | 01/02/2002 | Il sito proposto comprende tre sezioni principali. La facciata marittima della città di Marsiglia, che include da nord a sud: la batteria di Corbières, l'ingresso al tunnel du Rove, L'Estaque sullo sfondo naturale del massiccio del Nerthe (dove si trovano oppida celto-liguri), il Port de la Joliette, il complesso del Porto Vecchio con le sue fortezze e banchine, l'Abbazia di San Vittore, la Basilica di Notre-Dame-de-la-Garde, la Promenade de la Corniche e gli ex-distretti di La Vieille-Chapelle, La Pointe-Rouge e Montredon (sullo sfondo del massiccio di Marseilleveyre) fino alla Madrague de Montredon. Il centro storico di Marsiglia, tra cui: il quartiere Le Panier, le estensioni di Luigi XIV (cours Belsunce, cours Saint-Louis), Canebière, boulevard Longchamp e Palais Longchamp. Infine le isole: l'Arcipelago delle Frioul (isola d'If, Pomègues, Ratonneau) e l'Isola di Planier. |
|      | Città antiche della Gallia Narbonense ed il loro territorio: Nîmes, Arles, Glanum, acquedotti, via Domizia | Bocche del Rodano, Gard                                                                           | Culturale (1658; ii, iii, iv, v)  | 01/02/2002 | Le città di Nîmes, Arles e Glanum si trovano in un nodo di comunicazione essenziale nella storia dei territori dell'Impero romano: punti di congiunzione del cammino di Regordane, la via Aurelia, la via Agrippa e la via Domizia. Le attività legate a queste vie di comunicazione hanno dato vita a numerose costruzioni di qualità che sono sopravvissute fino ai giorni nostri e che costituiscono il nucleo dell'antico patrimonio del sud della Francia. Questo patrimonio è costituito da monumenti urbani, resti di acquedotti e opere legate alle vie di circolazione. |
|      | Ferrovia della Cerdagna                                                                                    | Pirenei Orientali                                                                                 | Culturale (1661; iv)              | 01/02/2002 | Si tratta della linea ferroviaria a scartamento ridotto e trazione elettrica (il "Treno Giallo"), realizzata tra il 1903 e il 1911 per collegare i cantoni montani dei Pirenei catalani e della valle della Têt alla rete ferroviaria francese. Le caratteristiche di questa linea sono la sua età, la sua elevata tecnicità, il suo percorso ripido che richiedeva strutture imponenti e la sua autoalimentazione da parte di un insieme di strutture idroelettriche. |
|      | Office national d'études et de recherches aérospatiales, Meudon                                            | Meudon                                                                                            | Culturale (1662)                  | 01/02/2002 | L'Ufficio nazionale per gli studi e la ricerca aerospaziale (ONERA), succeduto nel 1940 allo stabilimento aeronautico militare di Chalais-Meudon, occupa un terreno di dieci ettari, al margine orientale dell'ampia prospettiva della tenuta nazionale di Meudon, vicino allo stagno di Chalais, un vasto bacino esagonale progettato nel XVII secolo. Numerosi edifici costruiti dalla fine dell'Ottocento ai giorni nostri hanno progressivamente addensato il lotto, a testimonianza dell'importanza e della varietà delle attività scientifiche che oggi costituiscono parte integrante della storia della tenuta. |
|      | Hangar Y                                                                                                   | Meudon                                                                                            | Culturale (1663)                  | 01/02/2002 | Le attività aeronautiche nel sito di Chalais-Meudon iniziarono nel 1877 con il geniale inventore Charles Renard che produsse i materiali necessari per l'equipaggiamento degli operatori di aerostati militari. A tal fine, Renard fece rimontare presso il bacino di Chalais, per fungere da hangar per dirigibili, i portici metallici delle gallerie adiacenti della "galleria delle macchine" dell'Esposizione universale del 1878, opera attribuita a Henri de Dion, ingegnere capo della mostra. È qui che si sviluppò il dirigibile "La France" che, nel 1884, effettuò il primo volo a circuito chiuso al mondo, sulle foreste di Meudon e Villacoublay. |
|      | Antica cioccolateria Menier a Noisiel                                                                      | Noisiel                                                                                           | Culturale (1664)                  | 01/02/2002 | L'origine della fabbrica Menier risale all'inizio del XIX secolo, con Jean Antoine Brutus Menier. Poi sotto l'impulso di quattro generazioni successive si svilupperà a Noisiel, in connessione con le piantagioni di cacao di proprietà di questa dinastia in Nicaragua, un'unità industriale di primaria importanza sia nella sua progettazione che nella sua realizzazione tecnica. Fu tra il 1869 e il 1872 che Emile Menier fece costruire a Jules Saulnier sulle rive della Marna un grande edificio la cui costruzione rivela una grande audacia nel design e nella scelta dei materiali utilizzati. Poggiante su quattro basamenti in pietra fondati sul letto del fiume, la fabbrica costruita su pilastri metallici cavi di sezione quadrata presenta un'intera intelaiatura metallica a vista dove sono disegnati rinforzi diagonali sulla facciata. Il ripieno è stato realizzato con mattoni forati, alcuni smaltati formando elementi decorativi multicolori disposti a graticcio e adornati con fiori di cacao. |
|      | Centro antico di Sarlat                                                                                    | Sarlat-la-Canéda                                                                                  | Culturale (1667; v, vi)           | 01/02/2002 | Sarlat-la-Canéda fu una città pilota delle esperienze degli anni '60 per la protezione dei vecchi centri urbani, cosicché è riuscita a preservare tutti i suoi monumenti (77 monumenti protetti su 11 ha). Questo impulso alla salvaguardia e al restauro del vecchio patrimonio è andato di pari passo con una politica volta a evitare la partenza degli abitanti e con una vita culturale simboleggiata dal festival del teatro. Piccola repubblica urbana legata all'influenza di Bordeaux, Sarlat è la patria di La Boétie e come tale ha partecipato allo sviluppo del grande movimento umanista del Rinascimento, laboratorio della democrazia in Francia. |
|      | Arsenale di Rochefort e fortificazioni dell'estuario della Charente                                        | Charente Marittima                                                                                | Culturale (1668)                  | 01/02/2002 | Creato nel 1666 da Luigi XIV su consiglio di Colbert, per fornire alla costa atlantica della Francia una base marittima sicura, l'arsenale di Rochefort, che ha monumenti prestigiosi come la Corderia reale (progettata da Blondel) o i bacini di carenaggio, si trova a 24 km dal mare, lungo il corso della Charente, per proteggersi da uno sbarco nemico. La città, costruita secondo un regolare schema a griglia, fu a sua volta inclusa in una cinta di mura completata nel 1690. La difesa dell'arsenale doveva essere assicurata dalla fortificazione del Pertuis ed in particolare l'Isola di Aix, unico punto in grado di garantire la difesa del porto. L'estuario della Charente offre quindi una serie di forti e ridotte, satelliti di Rochefort, preesistenti, costruiti o progettati contemporaneamente all'arsenale e che servono per la sua difesa. |
|      | Metz Reale e Imperiale, sfide di potere, confronti stilistici e identità urbana                            | Metz                                                                                              | Culturale (5882; i, ii, iv)       | 07/04/2014 | Il sito designato costituisce il cuore della conurbazione di Metz. Comprende i due maggiori poli della città storica che sono, da un lato, il vecchio nucleo con la cattedrale di Saint-Etienne, i complessi monumentali di Jacques-François Blondel, la place de la Comédie, le banchine della Mosella, la Place Saint-Jacques, rue de la Paix, rue du Palais e rue du Petit Paris e, d'altra parte, l'ampliamento urbano realizzato all'inizio del XX secolo, durante e dopo l'annessione tedesca, costituito dalla piazza della stazione e tessuti adiacenti, ovvero rue Gambetta, avenue Foch, place Mondon, un segmento di avenue Leclerc de Hauteclocque, place du Roi George e altre strade limitrofe. |
|      | Spiagge dello sbarco, Normandia, 1944                                                                      | Calvados, Manica                                                                                  | Culturale (5883; iv, vi)          | 07/04/2014 | Le spiagge dello sbarco comprendono tutte le spiagge su cui si sono svolte le operazioni di sbarco del 6 giugno 1944: Utah Beach, Omaha Beach, Gold Beach, Juno Beach e Sword Beach. Questi sono integrati da elementi costieri terrestri e marini il cui ruolo è stato importante durante questo confronto: la Pointe du Hoc, la batteria di Longues-sur-Mer e il porto artificiale Winston Churchill, nonché un campo sottomarino al largo delle spiagge. |
|      | Alpi del Mediterraneo                                                                                      | Alpes-de-Haute-Provence, Alpi Marittime (condiviso con Italia e Monaco)                           | Naturale (6178; viii)             | 31/01/2017 | Questo sito transfrontaliero si trova nel sud della catena alpina, tra il sud-est della Francia e le regioni del Piemonte e della Liguria a nord-ovest dell'Italia. Si tratta di uno spazio preservato che comprende aree naturali protette confinanti come il Parco Europeo Alpi Marittime/Mercantour, il Parco delle Alpi Liguri, i siti di interesse comunitario della Provincia di Imperia e del dipartimento delle Alpi Marittime, nonché un'area marina che comprende un'ampia porzione del margine continentale tra Villefranche-sur-Mer, Monaco e Ventimiglia. |
|      | Cittadella di Carcassonne e i suoi castelli sentinella di montagna                                         | Carcassonne, Cucugnan, Duilhac-sous-Peyrepertuse, Lastours, Montségur, Puilaurens, Termes, Tuchan | Culturale (6245; ii, iv)          | 21/04/2017 | Il bene culturale seriale proposto per l'iscrizione è costituito dalla città di Carcassonne e da una selezione di sette castelli sentinella (Aguilar, Lastours, Montségur, Peyrepertuse, Puilaurens, Quéribus e Termes). Questa serie di fortificazioni contemporanee testimonia la conquista della Linguadoca da parte del Re di Francia e dei suoi vassalli, nella prima metà del XIII secolo, e dei suoi obiettivi: il controllo di una vasta unità territoriale e la volontà di affermarne il potere. Proprio come la cittadella di Carcassonne, la cui sagoma complessiva è immediatamente riconoscibile, i suoi castelli sentinella hanno in comune il fatto di occupare posizioni notevoli su crinali calcarei. |
|      | Charolais-Brionnais, paesaggio culturale dell'allevamento bovino                                           | Côte d'Or, Saône-et-Loire                                                                         | Culturale (6314; iii, v)          | 12/03/2018 | Il sito designato costituisce il cuore della zona di riproduzione del Charolais, nel sud della Borgogna. Corrisponde alla culla della razza bovina Charolaise - settori della valle dell'Arconce e dell'altopiano del Brionnais -, dove si svilupparono l'allevamento e l'ingrasso (ingrasso con l'erba) prima di diffondersi nelle zone limitrofe e di conquistare poi lo spazio internazionale. |
|      | Domaine di Fontainebleau: castello, giardini, parco e foresta                                              | Seine-et-Marne, Essonne                                                                           | Culturale (6493; ii, iv, vi)      | 25/11/2020 | Il sito, un paesaggio culturale vivo e in evoluzione, viene proposto per l'iscrizione come estensione della proprietà “Palazzo e Parco di Fontainebleau” iscritto nella Lista del Patrimonio Mondiale nel 1981. Si compone di una residenza di caccia usata dai re di Francia del XII secolo, giardini, giochi d'acqua e un vasto parco che circonda la residenza reale, nonché una grande foresta. |
|      | Testimonianze materiali della costruzione dello Stato dei Pirenei: il Co-Principato di Andorra             | Foix (altre 11 si trovano in Andorra e Spagna)                                                    | Culturale (6504; iii, iv)         | 25/01/2021 | La proprietà seriale transnazionale è una selezione di monumenti distribuiti nei tre stati che testimoniano una storia e una realtà unica che, senza interruzioni, durante l'ultimo millennio, è stato tessuto a tre mani dal popolo di Andorra e dai due co-principi, i vescovi di Urgell e i conti di Foix, poi sostituiti dai loro successori: re di Francia, capi del periodo rivoluzionario e dell'Impero e, infine, presidenti della Repubblica francese. La serie è composta da dodici monumenti (10 in Andorra, 1 in Francia e 1 in Spagna) di epoche diverse, dal Medioevo al XVI secolo, giunti fino a noi. La componente francese è il castello di Foix. |
|      | Saint-Honorat, isola monastica dell'arcipelago di Lerino a Cannes                                          | Cannes                                                                                            | Culturale (6618; v, vi)           | 21/07/2022 | L'isola di Saint-Honorat è uno dei siti monastici più antichi dell'Occidente, caratterizzato dalla sua insularità, e uno dei più rinomati per l'influenza dei numerosi santi e vescovi originari di lì e per il patrimonio letterario che hanno prodotto. È anche l'unico monastero isolano di epoca tardoantica rimasto in attività, attraverso diverse rifondazioni e un fenomeno di sacralizzazione del territorio che fanno di quest'isola-monumento un testimone eccezionale delle grandi tradizioni del monachesimo in Occidente, delle sue origini fino ai giorni nostri. |
|      | Osservatorio del Pic du Midi de Bigorre, pioniere in alta montagna                                         | Sers, Bagnères-de-Bigorre                                                                         | Culturale (6622; ii, iii, iv)     | 27/10/2022 | L'osservatorio si trova in cima al Pic du Midi de Bigorre, a 2876 m di altitudine. È un sito scientifico d'alta montagna pionieristico e ancora attivo. Inizialmente dedicato alla meteorologia d'alta quota, si è rapidamente evoluto fino a costituire un osservatorio astronomico di livello internazionale, grazie alle eccezionali qualità del suo cielo d'alta quota, oggi accuratamente protetto dall'inquinamento luminoso. La vetta e i suoi dintorni costituiscono una delle riserve di cielo scuro più antiche e importanti d'Europa. |

## Patrimoni dell'umanità per regione o territorio d'oltremare
| Regione                              | Patrimoni propri | Patrimoni condivisi | Patrimoni totali |
| ------------------------------------ | ---------------- | ------------------- | ---------------- |
| Occitania                            | 7                | 3                   | 10               |
| Nuova Aquitania                      | 5                | 3                   | 8                |
| Grande Est                           | 4                | 5                   | 9                |
| Provenza-Alpi-Costa Azzurra          | 4                | 4                   | 8                |
| Alvernia-Rodano-Alpi                 | 4                | 3                   | 7                |
| Île-de-France                        | 4                | 3                   | 7                |
| Borgogna-Franca Contea               | 3                | 4                   | 7                |
| Alta Francia                         | 3                | 3                   | 6                |
| Centro-Valle della Loira             | 3                | 2                   | 5                |
| Normandia                            | 1                | 3                   | 4                |
| Bretagna                             | 1                | 2                   | 3                |
| Corsica                              | 1                | -                   | 1                |
| La Riunione                          | 1                | -                   | 1                |
| Martinica                            | 1                | -                   | 1                |
| Paesi della Loira                    | -                | 1                   | 1                |
| Territori d'oltremare                |                  |                     |                  |
| Polinesia francese                   | 2                | -                   | 2                |
| Nuova Caledonia                      | 1                | -                   | 1                |
| Terre Australi e Antartiche Francesi | 1                | -                   | 1                |